# Alireza Beiranvand
Ali Reza Safarbeiranvand, noto semplicemente come Alireza Beiranvand (persiano علیرضا صفر بیرانوند‎; Khorramabad, 21 settembre 1992) è un calciatore iraniano, portiere del Tractor e della nazionale iraniana.
Nel 2017 è diventato il primo iraniano ad essere nominato per un premio individuale ai Best FIFA Football Awards . È stato nominato migliore portiere della massima divisione calcistica iraniana per quattro stagioni consecutive, dal 2014 al 2019, ed è stato eletto Calciatore iraniano dell'anno nel 2019. Durante la stagione 2017-2018 è stato uno dei portieri che nel mondo ha mantenuto più volte la porta inviolata, con 23 partite senza subire gol su 37 giocate.

## Biografia
Da piccolo ha vissuto molto poveramente e, oltre a essere stato un mendicante, è stato inizialmente un pastore, successivamente ha lavorato come lavavetri, pizzaiolo e si è anche improvvisato sarto per mantenersi. Nel frattempo si allenava nella speranza di diventare un portiere professionista, obiettivo poi realizzato.

## Caratteristiche tecniche
È famoso per i suoi lunghi rilanci con le mani che si trasformano a volte in veri e propri assist per i compagni. Riesce, infatti, a lanciare il pallone dalla propria area di rigore a quella avversaria, coordinandosi come nella disciplina del lancio col disco, tant'è che è entrato nel Guinness dei primati per aver effettuato il più lungo rilancio con le mani nella storia del calcio: 61,26 metri.

## Carriera

### Club
Milita inizialmente in patria, dapprima nel Naft Teheran, dal 2012 al 2016, e poi nel Persepolis, inizialmente dal 2016 al 2020. Nei primi otto anni trascorsi nella massima serie del campionato iraniano si conferma uno dei migliori portieri del campionato, soprattutto nei quattro anni trascorsi al Persepolis.

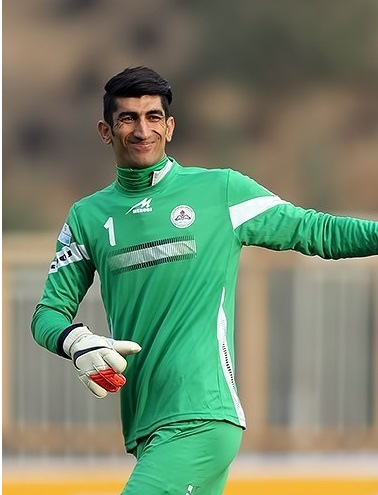
Beiranvand nel 2015 con la maglia del.

Le buone prestazioni in Iran e in nazionale lo portano a firmare il suo primo contratto in Europa: il 28 luglio 2020 viene ingaggiato dall'Anversa. Durante la stagione gioca solo 10 delle 34 partite del campionato, subendo 11 reti, oltre a debuttare in Europa League, competizione in cui colleziona due presenze.
Il 10 luglio 2021 viene ceduto in prestito al Boavista in prestito annuale. Il 31 maggio 2022 torna al Persepolis a titolo definitivo.

### Nazionale
Ha esordito in nazionale il 4 gennaio 2015, in occasione dell'amichevole pre-Coppa d'Asia vinta per 1-0 contro l'Iraq. Convocato per la Coppa d'Asia giocata in Australia, è stato riserva e la sua squadra è stata eliminata ai quarti (dopo i tiri di rigore) proprio contro l'Iraq.

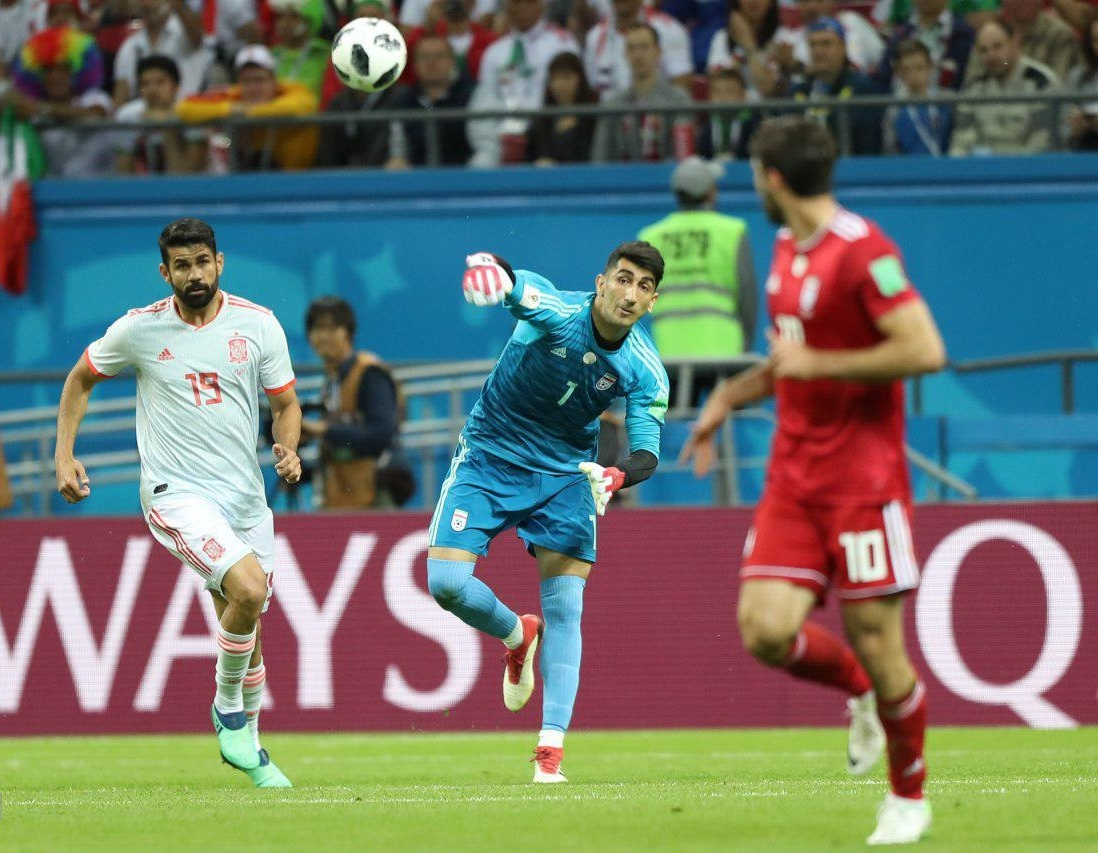
Beiranvand esegue uno dei suoi caratteristici rinvii lunghi durante Iran-Spagna (0-1) del

Nel 2016 è divenuto il portiere titolare della selezione iraniana. Titolare al campionato del mondo 2018, nel quale l'Iran è stato eliminato ai gironi, nella terza ed ultima partita, contro il Portogallo (1-1), si è reso protagonista parando un rigore a Cristiano Ronaldo.
Quattro anni dopo, convocato per disputare la fase finale del campionato del mondo 2022, ha esordito nella partita inaugurale del gruppo B poi persa contro l'Inghilterra (6-2), uscendo dal campo dopo pochi minuti a causa di uno scontro con un compagno di squadra.

## Statistiche

### Presenze e reti nei club
| Stagione        | Club            | Campionato      | Campionato | Campionato | Coppe nazionali | Coppe nazionali | Coppe nazionali | Coppe continentali | Coppe continentali | Coppe continentali | Supercoppe | Supercoppe | Supercoppe | Totale | Totale |
| Stagione        | Club            | Comp            | Pres       | Reti       | Comp            | Pres            | Reti            | Comp               | Pres               | Reti               | Comp       | Pres       | Reti       | Pres   | Reti   |
| --------------- | --------------- | --------------- | ---------- | ---------- | --------------- | --------------- | --------------- | ------------------ | ------------------ | ------------------ | ---------- | ---------- | ---------- | ------ | ------ |
| 2020-2021       | Anversa         | PL              | 10         | -11        | CB              | 0               | 0               | UEL                | 2                  | -4                 | -          | -          | -          | 12     | -15    |
| 2021-2022       | Boavista        | PL              | 8          | -15        | TP+TL           | 0+1             | 0+-1            | -                  | -                  | -                  | -          | -          | -          | 9      | -16    |
| Totale Carriera | Totale Carriera | Totale Carriera | 18         | -26        |                 | 1               | -1              |                    | 2                  | -4                 |            | -          | -          | 21     | -31    |

### Cronologia presenze e reti in nazionale
| Cronologia completa delle presenze e delle reti in nazionale ― Iran | Cronologia completa delle presenze e delle reti in nazionale ― Iran | Cronologia completa delle presenze e delle reti in nazionale ― Iran | Cronologia completa delle presenze e delle reti in nazionale ― Iran | Cronologia completa delle presenze e delle reti in nazionale ― Iran | Cronologia completa delle presenze e delle reti in nazionale ― Iran | Cronologia completa delle presenze e delle reti in nazionale ― Iran | Cronologia completa delle presenze e delle reti in nazionale ― Iran |
| Data                                                                | Città                                                               | In casa                                                             | Risultato                                                           | Ospiti                                                              | Competizione                                                        | Reti                                                                | Note                                                                |
| ------------------------------------------------------------------- | ------------------------------------------------------------------- | ------------------------------------------------------------------- | ------------------------------------------------------------------- | ------------------------------------------------------------------- | ------------------------------------------------------------------- | ------------------------------------------------------------------- | ------------------------------------------------------------------- |
| 4-1-2015                                                            | Wollongong                                                          | Iraq                                                                | 0 – 1                                                               | Iran                                                                | Amichevole                                                          | -                                                                   | 60’                                                                 |
| 3-9-2015                                                            | Teheran                                                             | Iran                                                                | 6 – 0                                                               | Guam                                                                | Qual. Mondiali 2018                                                 | -                                                                   |                                                                     |
| 17-11-2015                                                          | Dededo                                                              | Guam                                                                | 0 – 6                                                               | Iran                                                                | Qual. Mondiali 2018                                                 | -                                                                   | 72’                                                                 |
| 2-6-2016                                                            | Skopje                                                              | Macedonia                                                           | 1 – 3                                                               | Iran                                                                | Amichevole                                                          | -1                                                                  |                                                                     |
| 29-3-2016                                                           | Teheran                                                             | Iran                                                                | 2 – 0                                                               | Oman                                                                | Qual. Mondiali 2018                                                 | -                                                                   |                                                                     |
| 1-9-2016                                                            | Teheran                                                             | Iran                                                                | 2 – 0                                                               | Qatar                                                               | Qual. Mondiali 2018                                                 | -                                                                   |                                                                     |
| 6-9-2016                                                            | Shenyang                                                            | Cina                                                                | 0 – 0                                                               | Iran                                                                | Qual. Mondiali 2018                                                 | -                                                                   |                                                                     |
| 6-10-2016                                                           | Tashkent                                                            | Uzbekistan                                                          | 0 – 1                                                               | Iran                                                                | Qual. Mondiali 2018                                                 | -                                                                   |                                                                     |
| 11-10-2016                                                          | Teheran                                                             | Iran                                                                | 1 – 0                                                               | Corea del Sud                                                       | Qual. Mondiali 2018                                                 | -                                                                   |                                                                     |
| 23-3-2017                                                           | Doha                                                                | Qatar                                                               | 0 – 1                                                               | Iran                                                                | Qual. Mondiali 2018                                                 | -                                                                   | 86’                                                                 |
| 28-3-2017                                                           | Teheran                                                             | Iran                                                                | 1 – 0                                                               | Cina                                                                | Qual. Mondiali 2018                                                 | -                                                                   |                                                                     |
| 4-6-2017                                                            | Podgorica                                                           | Montenegro                                                          | 1 – 2                                                               | Iran                                                                | Amichevole                                                          | -1                                                                  |                                                                     |
| 12-6-2017                                                           | Teheran                                                             | Iran                                                                | 2 – 0                                                               | Uzbekistan                                                          | Qual. Mondiali 2018                                                 | -                                                                   |                                                                     |
| 31-8-2017                                                           | Seul                                                                | Corea del Sud                                                       | 0 – 0                                                               | Iran                                                                | Qual. Mondiali 2018                                                 | -                                                                   |                                                                     |
| 5-9-2017                                                            | Teheran                                                             | Iran                                                                | 2 – 2                                                               | Siria                                                               | Qual. Mondiali 2018                                                 | -2                                                                  |                                                                     |
| 10-10-2017                                                          | Kazan'                                                              | Russia                                                              | 1 – 1                                                               | Iran                                                                | Amichevole                                                          | -1                                                                  |                                                                     |
| 9-11-2017                                                           | Graz                                                                | Panama                                                              | 1 – 2                                                               | Iran                                                                | Amichevole                                                          | -1                                                                  |                                                                     |
| 13-11-2017                                                          | Nimega                                                              | Venezuela                                                           | 0 – 1                                                               | Iran                                                                | Amichevole                                                          | -                                                                   | 46’                                                                 |
| 23-3-2018                                                           | Radès                                                               | Tunisia                                                             | 1 – 0                                                               | Iran                                                                | Amichevole                                                          | -1                                                                  | 79’                                                                 |
| 27-3-2018                                                           | Graz                                                                | Iran                                                                | 2 – 1                                                               | Algeria                                                             | Amichevole                                                          | -1                                                                  | 86’                                                                 |
| 28-5-2018                                                           | Graz                                                                | Turchia                                                             | 2 – 1                                                               | Iran                                                                | Amichevole                                                          | -2                                                                  |                                                                     |
| 8-6-2018                                                            | Mosca                                                               | Iran                                                                | 1 – 0                                                               | Lituania                                                            | Amichevole                                                          | -                                                                   |                                                                     |
| 15-6-2018                                                           | San Pietroburgo                                                     | Marocco                                                             | 0 – 1                                                               | Iran                                                                | Mondiali 2018 - 1º turno                                            | -                                                                   |                                                                     |
| 20-6-2018                                                           | Kazan'                                                              | Iran                                                                | 0 – 1                                                               | Spagna                                                              | Mondiali 2018 - 1º turno                                            | -1                                                                  |                                                                     |
| 25-6-2018                                                           | Saransk                                                             | Iran                                                                | 1 – 1                                                               | Portogallo                                                          | Mondiali 2018 - 1º turno                                            | -1                                                                  |                                                                     |
| 16-10-2018                                                          | Teheran                                                             | Iran                                                                | 2 – 1                                                               | Bolivia                                                             | Amichevole                                                          | -1                                                                  |                                                                     |
| 24-12-2018                                                          | Doha                                                                | Iran                                                                | 1 – 1                                                               | Palestina                                                           | Amichevole                                                          | -                                                                   | 74’                                                                 |
| 31-12-2018                                                          | Doha                                                                | Qatar                                                               | 1 – 2                                                               | Iran                                                                | Amichevole                                                          | -1                                                                  |                                                                     |
| 7-1-2019                                                            | Abu Dhabi                                                           | Iran                                                                | 5 – 0                                                               | Yemen                                                               | Coppa d'Asia 2019 - 1º turno                                        | -                                                                   |                                                                     |
| 12-1-2019                                                           | Abu Dhabi                                                           | Vietnam                                                             | 0 – 2                                                               | Iran                                                                | Coppa d'Asia 2019 - 1º turno                                        | -                                                                   |                                                                     |
| 16-1-2019                                                           | Dubai                                                               | Iran                                                                | 0 – 0                                                               | Iraq                                                                | Coppa d'Asia 2019 - 1º turno                                        | -                                                                   |                                                                     |
| 20-1-2019                                                           | Abu Dhabi                                                           | Iran                                                                | 2 – 0                                                               | Oman                                                                | Coppa d'Asia 2019 - Ottavi di finale                                | -                                                                   |                                                                     |
| 24-1-2019                                                           | Abu Dhabi                                                           | Cina                                                                | 0 – 3                                                               | Iran                                                                | Coppa d'Asia 2019 - Quarti di finale                                | -                                                                   |                                                                     |
| 28-1-2019                                                           | al-'Ayn                                                             | Iran                                                                | 0 – 3                                                               | Giappone                                                            | Coppa d'Asia 2019 - Semifinale                                      | -3                                                                  |                                                                     |
| 6-6-2019                                                            | Doha                                                                | Iran                                                                | 5 – 0                                                               | Siria                                                               | Amichevole                                                          | -                                                                   |                                                                     |
| 11-6-2019                                                           | Seul                                                                | Corea del Sud                                                       | 1 – 1                                                               | Iran                                                                | Amichevole                                                          | -1                                                                  |                                                                     |
| 10-9-2019                                                           | Hong Kong                                                           | Hong Kong                                                           | 0 – 2                                                               | Iran                                                                | Qual. Mondiali 2022                                                 | -                                                                   |                                                                     |
| 10-10-2019                                                          | Teheran                                                             | Iran                                                                | 14 – 0                                                              | Cambogia                                                            | Qual. Mondiali 2022                                                 | -                                                                   |                                                                     |
| 15-10-2019                                                          | Riffa                                                               | Bahrein                                                             | 1 – 0                                                               | Iran                                                                | Qual. Mondiali 2022                                                 | -1                                                                  |                                                                     |
| 14-11-2019                                                          | Amman                                                               | Iraq                                                                | 2 – 1                                                               | Iran                                                                | Qual. Mondiali 2022                                                 | -2                                                                  |                                                                     |
| 30-3-2021                                                           | Tehran                                                              | Iran                                                                | 3 – 0                                                               | Siria                                                               | Amichevole                                                          | -                                                                   |                                                                     |
| 3-6-2021                                                            | Arad                                                                | Iran                                                                | 3 – 1                                                               | Hong Kong                                                           | Qual. Mondiali 2022                                                 | -1                                                                  |                                                                     |
| 7-6-2021                                                            | Riffa                                                               | Bahrein                                                             | 0 – 3                                                               | Iran                                                                | Qual. Mondiali 2022                                                 | -                                                                   |                                                                     |
| 15-6-2021                                                           | Arad                                                                | Iran                                                                | 1 – 0                                                               | Iraq                                                                | Qual. Mondiali 2022                                                 | -                                                                   |                                                                     |
| 2-9-2021                                                            | Tehran                                                              | Iran                                                                | 1 – 0                                                               | Siria                                                               | Qual. Mondiali 2022                                                 | -                                                                   |                                                                     |
| 7-9-2021                                                            | Doha                                                                | Iraq                                                                | 0 – 3                                                               | Iran                                                                | Qual. Mondiali 2022                                                 | -                                                                   |                                                                     |
| 7-10-2021                                                           | Dubai                                                               | Emirati Arabi Uniti                                                 | 0 – 1                                                               | Iran                                                                | Qual. Mondiali 2022                                                 | -                                                                   |                                                                     |
| 12-10-2021                                                          | Teheran                                                             | Iran                                                                | 1 – 1                                                               | Corea del Sud                                                       | Qual. Mondiali 2022                                                 | -1                                                                  |                                                                     |
| 11-11-2021                                                          | Sidone                                                              | Libano                                                              | 1 – 2                                                               | Iran                                                                | Qual. Mondiali 2022                                                 | -1                                                                  |                                                                     |
| 29-3-2022                                                           | Mashad                                                              | Iran                                                                | 2 – 0                                                               | Libano                                                              | Qual. Mondiali 2022                                                 | -                                                                   |                                                                     |
| 23-9-2022                                                           | Sankt Pölten                                                        | Uruguay                                                             | 0 – 1                                                               | Iran                                                                | Amichevole                                                          | -                                                                   | 63’                                                                 |
| 10-11-2022                                                          | Tehran                                                              | Iran                                                                | 1 – 0                                                               | Nicaragua                                                           | Amichevole                                                          | -                                                                   | 63’                                                                 |
| 21-11-2022                                                          | Al Rayyan                                                           | Inghilterra                                                         | 6 – 2                                                               | Iran                                                                | Mondiali 2022 - 1º turno                                            | -                                                                   | 20’                                                                 |
| 29-11-2022                                                          | Doha                                                                | Iran                                                                | 0 – 1                                                               | Stati Uniti                                                         | Mondiali 2022 - 1º turno                                            | -1                                                                  |                                                                     |
| 23-3-2023                                                           | Tehran                                                              | Iran                                                                | 1 – 1                                                               | Russia                                                              | Amichevole                                                          | -1                                                                  |                                                                     |
| 16-6-2023                                                           | Biškek                                                              | Kirghizistan                                                        | 1 – 5                                                               | Iran                                                                | CAFA Nations Cup 2023 - 1º turno                                    | -1                                                                  |                                                                     |
| 20-6-2023                                                           | Tashkent                                                            | Uzbekistan                                                          | 0 – 1                                                               | Iran                                                                | CAFA Nations Cup 2023 - Finale                                      | -                                                                   | 11’                                                                 |
| 7-9-2023                                                            | Plovdiv                                                             | Bulgaria                                                            | 0 – 1                                                               | Iran                                                                | Amichevole                                                          | -                                                                   | 23’                                                                 |
| 13-10-2023                                                          | Amman                                                               | Giordania                                                           | 1 – 3                                                               | Iran                                                                | Amichevole                                                          | -1                                                                  |                                                                     |
| 17-10-2023                                                          | Amman                                                               | Iran                                                                | 4 – 0                                                               | Qatar                                                               | Amichevole                                                          | -                                                                   | 26’                                                                 |
| 16-11-2023                                                          | Teheran                                                             | Iran                                                                | 4 – 0                                                               | Hong Kong                                                           | Qual. Mondiali 2026                                                 | -                                                                   |                                                                     |
| 21-11-2023                                                          | Tashkent                                                            | Uzbekistan                                                          | 2 – 2                                                               | Iran                                                                | Qual. Mondiali 2026                                                 | -2                                                                  |                                                                     |
| 5-1-2024                                                            | Kish Island                                                         | Iran                                                                | 2 – 1                                                               | Burkina Faso                                                        | Amichevole                                                          | -1                                                                  | 46’                                                                 |
| 14-1-2024                                                           | Al Rayyan                                                           | Iran                                                                | 4 – 1                                                               | Palestina                                                           | Coppa d'Asia 2023 - 1º turno                                        | -1                                                                  |                                                                     |
| 19-1-2024                                                           | Al Rayyan                                                           | Hong Kong                                                           | 0 – 1                                                               | Iran                                                                | Coppa d'Asia 2023 - 1º turno                                        | -                                                                   |                                                                     |
| 23-1-2024                                                           | Al Rayyan                                                           | Iran                                                                | 2 – 1                                                               | Emirati Arabi Uniti                                                 | Coppa d'Asia 2023 - 1º turno                                        | -1                                                                  |                                                                     |
| 31-1-2024                                                           | Doha                                                                | Iran                                                                | 1 – 1 dts (5 – 3 dtr)                                               | Siria                                                               | Coppa d'Asia 2023 - Ottavi di finale                                | -1                                                                  | 62’                                                                 |
| 3-2-2024                                                            | Al Rayyan                                                           | Iran                                                                | 2 – 1                                                               | Giappone                                                            | Coppa d'Asia 2023 - Quarti di finale                                | -1                                                                  |                                                                     |
| 7-2-2024                                                            | Doha                                                                | Iran                                                                | 2 – 3                                                               | Qatar                                                               | Coppa d'Asia 2023 - Semifinale                                      | -3                                                                  |                                                                     |
| 21-3-2024                                                           | Teheran                                                             | Iran                                                                | 5 – 0                                                               | Turkmenistan                                                        | Qual. Mondiali 2026                                                 | -                                                                   |                                                                     |
| 11-6-2024                                                           | Teheran                                                             | Iran                                                                | 0 – 0                                                               | Uzbekistan                                                          | Qual. Mondiali 2026                                                 | -                                                                   |                                                                     |
| 5-9-2024                                                            | Fulad Shahr                                                         | Iran                                                                | 1 – 0                                                               | Kirghizistan                                                        | Qual. Mondiali 2026                                                 | -                                                                   |                                                                     |
| 10-9-2024                                                           | al-'Ayn                                                             | Emirati Arabi Uniti                                                 | 0 – 1                                                               | Iran                                                                | Qual. Mondiali 2026                                                 | -                                                                   |                                                                     |
| 10-10-2024                                                          | Tashkent                                                            | Uzbekistan                                                          | 0 – 0                                                               | Iran                                                                | Qual. Mondiali 2026                                                 | -                                                                   |                                                                     |
| 15-10-2024                                                          | Dubai                                                               | Iran                                                                | 4 – 1                                                               | Qatar                                                               | Qual. Mondiali 2026                                                 | -1                                                                  |                                                                     |
| 14-11-2024                                                          | Vientiane                                                           | Corea del Nord                                                      | 2 – 3                                                               | Iran                                                                | Qual. Mondiali 2026                                                 | -2                                                                  |                                                                     |
| 19-11-2024                                                          | Biškek                                                              | Kirghizistan                                                        | 2 – 3                                                               | Iran                                                                | Qual. Mondiali 2026                                                 | -2                                                                  |                                                                     |
| 20-3-2025                                                           | Teheran                                                             | Iran                                                                | 2 – 0                                                               | Emirati Arabi Uniti                                                 | Qual. Mondiali 2026                                                 | -                                                                   |                                                                     |
| 25-3-2025                                                           | Teheran                                                             | Iran                                                                | 2 – 2                                                               | Uzbekistan                                                          | Qual. Mondiali 2026                                                 | -2                                                                  |                                                                     |
| 5-6-2025                                                            | Doha                                                                | Qatar                                                               | 1 – 0                                                               | Iran                                                                | Qual. Mondiali 2026                                                 | -1                                                                  |                                                                     |
| Totale                                                              |                                                                     | Presenze                                                            | 80                                                                  |                                                                     | Reti                                                                | -46                                                                 |                                                                     |

## Palmarès

### Club

#### Competizioni nazionali
- Campionato iraniano: 3

Persepolis: 2022-2023, 2023-2024
Tractor: 2024-2025
- Coppa dell'Iran: 1

Persepolis: 2022-2023
- Supercoppa d'Iran: 1

Tractor: 2025